# Ann Trason
Ann Trason, född 30 augusti 1960 är en amerikansk ultramaratonlöpare. Hon slog bland annat världsrekord på sträckor som 50 miles, 100 miles, 100 kilometer och 12-timmarslopp. Trason har bland annat vunnit långloppen Leadville Trail 100 och Western States Endurance Race (14 gånger).
Trason är en av personerna som porträtteras i den bästsäljande boken Born to Run av Christopher McDougall. Han återberättar där det drygt 16 mil långa Leadville 100-loppet 1994 där Ann Trason sprang på rekordtiden, för kvinnor, 18 timmar och 6 minuter. Trason kände emellertid inte igen sig i den bild som McDougall porträtterade och menade att hon inte kontaktats av författaren.